# Ascorhynchus dietheus
Ascorhynchus dietheus är en havsspindelart som beskrevs av Child, C.A. 2002. Ascorhynchus dietheus ingår i släktet Ascorhynchus och familjen Ammotheidae. Inga underarter finns listade i Catalogue of Life.